# Anders Nilsen
Anders Nilsen (Stavanger, 23 juni 1988) is een Noors zanger en komiek. Hij werd bekend door zijn novelty-single Salsa tequila, waarmee hij in Noorwegen en Nederland een nummer 1-notering behaalde.

## Biografie
Nilsen, die van oorsprong uit Stavanger komt, is een zoon van de Noorse muzikant Leif Nilsen die in de band Leif & Kompisane speelt. In zijn jeugd speelde Nilsen junior in diverse bands. Op 24-jarige leeftijd vertrok hij naar de Noorse hoofdstad Oslo om daar een baan te zoeken als komiek. Sinds januari 2014 werkt hij als scenarioschrijver van de NRK-talkshow Tabu med Abu.
In de zomer van 2014 verkreeg hij bekendheid met de internethit Salsa tequila. Het nummer was samengesteld uit de zogenoemde 'drie aspecten voor een succesvolle zomerhit': een saxofoon, een accordeon en Spaanse tekst. Onverwacht werd het daadwerkelijk een hit toen de videoclip in tien dagen tijd ruim 600.000 keer bekeken was op YouTube en na drie weken ruim een miljoen keer. Begin juli 2014 werd het nummer officieel uitgebracht waarna het op de eerste plaats van de Noorse en Nederlandse hitlijsten terechtkwam.
Op 5 december 2014 kwam een tweede nummer van Nilsen uit, genaamd EDM (Educational Dance Music). EDM parodieert educatieve muziek. Aan het einde van de clip introduceert Nilsen een dans, genaamd de Legbounce.

## Discografie

### Singles
| Single met eventuele hitnotering(en) in de Nederlandse Top 40 | Datum van verschijnen | Datum van binnenkomst | Hoogste positie | Aantal weken | Opmerkingen                              |
| ------------------------------------------------------------- | --------------------- | --------------------- | --------------- | ------------ | ---------------------------------------- |
| Salsa tequila                                                 | 23-06-2014            | 12-07-2014            | 1(3wk)          | 15           | Nr. 2 in de Single Top 100 / Alarmschijf |

| Single met hitnotering(en) in de Vlaamse Ultratop 50 | Datum van verschijnen | Datum van binnenkomst | Hoogste positie | Aantal weken | Opmerkingen |
| ---------------------------------------------------- | --------------------- | --------------------- | --------------- | ------------ | ----------- |
| Salsa tequila                                        | 2014                  | 26-07-2014            | 29              | 8            |             |